# Arbeitsgericht Oldenburg (Holstein)
Das Arbeitsgericht Oldenburg (Holstein) war ein deutsches Gericht der Arbeitsgerichtsbarkeit mit Sitz in Oldenburg in Holstein.

## Geschichte
Gemäß Arbeitsgerichtsgesetz vom 23. Dezember 1926 wurden in Deutschland Arbeitsgerichte gebildet. Diese waren nur in der ersten Instanz organisatorisch selbstständige Gerichte, die Landesarbeitsgerichte waren den Landgerichten zugeordnet. Am Landgericht Kiel entstand so 1927 das Landesarbeitsgericht Kiel als eines von drei Landesarbeitsgerichten im Bezirk des Oberlandesgerichts Kiel. In Oldenburg (Holstein) entstand das Arbeitsgericht Oldenburg (Holstein). Sein Sprengel umfasste die Bezirke der Amtsgerichte Burg auf Fehmarn, Heiligenhafen, Neustadt in Holstein und Oldenburg (Holstein). Es bestand jeweils eine Kammer für Arbeiter, für Angestellte und für Handwerk.
Mit dem Groß-Hamburg-Gesetz von 1937 wurde ein Landesarbeitsgericht Lübeck geschaffen und das Arbeitsgericht Oldenburg (Holstein) diesem zum 31. März 1937 zugeordnet.
Nach der Besetzung Deutschlands durch die Alliierten wurden 1945 zunächst alle Gerichte geschlossen. Die ordentlichen Gerichte wurden schon bald wieder eröffnet, während die Arbeitsgerichte zunächst nicht wieder eingerichtet wurden, so dass arbeitsgerichtliche Streitigkeiten von den ordentlichen Gerichten erledigt werden mussten. Gemäß Kontrollratsgesetz 21 sollten in Deutschland Arbeitsgerichte aufgebaut werden. Bei den Beratungen über die Umsetzung wurde als Maßstab gewählt, dass die Bezirke der Arbeitsgerichte denen der Arbeitsämter entsprechen sollten. Danach wurde das Arbeitsgericht Oldenburg (Holstein) nicht neu gebildet.